# Gästans
Gästans är en ö i Finland.   Den ligger i den ekonomiska regionen Raseborg och landskapet Nyland, i den södra delen av landet, 70 km väster om huvudstaden Helsingfors. Arean är 0,43 kvadratkilometer.